# اسکات الکساندر
اسکات الکساندر (انگلیسی: Scott Alexander and Larry Karaszewski؛ زادهٔ ۱۶ ژوئن ۱۹۶۳) فیلم‌نامه‌نویس آمریکایی است. وی از سال ۱۹۹۰ میلادی تاکنون مشغول فعالیت بوده‌است.